# Левин, Теренс
Теренс Левин (англ. Terence Lewin; 19 ноября 1920, Дувр, Британская империя — 23 января 1999, Аффорд, Великобритания) — адмирал Королевского военно-морского флота Великобритании. Принимал участие во Второй мировой войне, был капитаном эсминца, королевской яхты, двух фрегатов и авианосца, а затем переведен на высшие командные посты. В конце 1970-х годов стал Первым морским лордом и начальником штаба Королевского ВМС Великобритании, на этой должности добился повышения зарплаты военнослужащих на 32 %. Во время Фолклендской войны занимал должность начальника штаба обороны Великобритании, отвечал за планирование военных операций и был главным советником премьер-министра Маргарет Тэтчер.

## Карьера

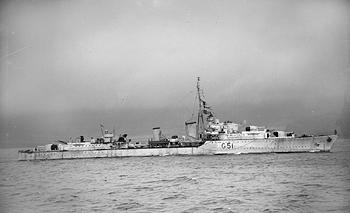
Эсминец HMS Ashanti (F51), на котором Теренс Левин принимал участие в арктических конвоях во время Второй мировой войны.

Родился 19 ноября 1920 года в Дувре в семье Эрика Левина и Мэгги Левин (девичья фамилия Фалконер), получив среднее образование в школе Джадд в Тонбридже. В 1939 году Теренс Левин присоединился к Королевскому ВМС Великобритании в качестве кадета. Свою службу начала на учебный корабль HMS Vindictive (1918), но когда в сентябре 1939 года началась Вторая мировая война, его перевели на крейсер HMS Belfast (1938), а затем два месяца спустя на линкор HMS Valiant (1914).
В апреле и мае 1940 года в составе экипажа HMS Valiant принимал участие в Норвежской кампании, а затем в нападении на французский флот в Мерс-эль-Кебире в июле 1940 года. В октябре 1941 года был переведен на эсминец HMS Highlander (H44), а затем на эсминец HMS Ashanti (F51) в январе 1942 года. В течение длительного периода службы на HMS Ashanti принимал участие в арктических конвоях, получил звание лейтенанта 1 июля 1942 года. В августе 1942 года принимал участие в операции «Пьедестал» по снабжению Мальты, а затем в ноябре 1942 в Мароккано-алжирской операции. Затем его вновь перевели на арктические конвои, а в июне 1944 года принял участие в Высадке в Нормандии. Служил с отличием, награжден Крестом за выдающиеся заслуги в 1942 году за спасение жизней многих военнослужащих, когда эсминец HMS Somali (F33) был поражен торпедой.
Весной 1945 года проходил тренировочные курсы на HMS Excellent, а затем поступил туда на обучение в мае 1945 года. В апреле 1946 года был назначен на крейсер HMS Bellona (63) в качестве офицера, а после прохождения курса повышения квалификации в Королевском военно-морском колледже в Гринвиче в 1947 году вернулся в штат на HMS Excellent. Повышен в звании до лейтенанта-коммандера 1 июля 1949 года, проходил службу в Первой флотилии эсминцев на Средиземноморском флоте. В январе 1952 года вернулся в штат HMS Excellent и назначен коммандером 31 декабря 1952 года, а в декабре 1953 года стал Вторым морским лордом в Британском адмиралтействе.

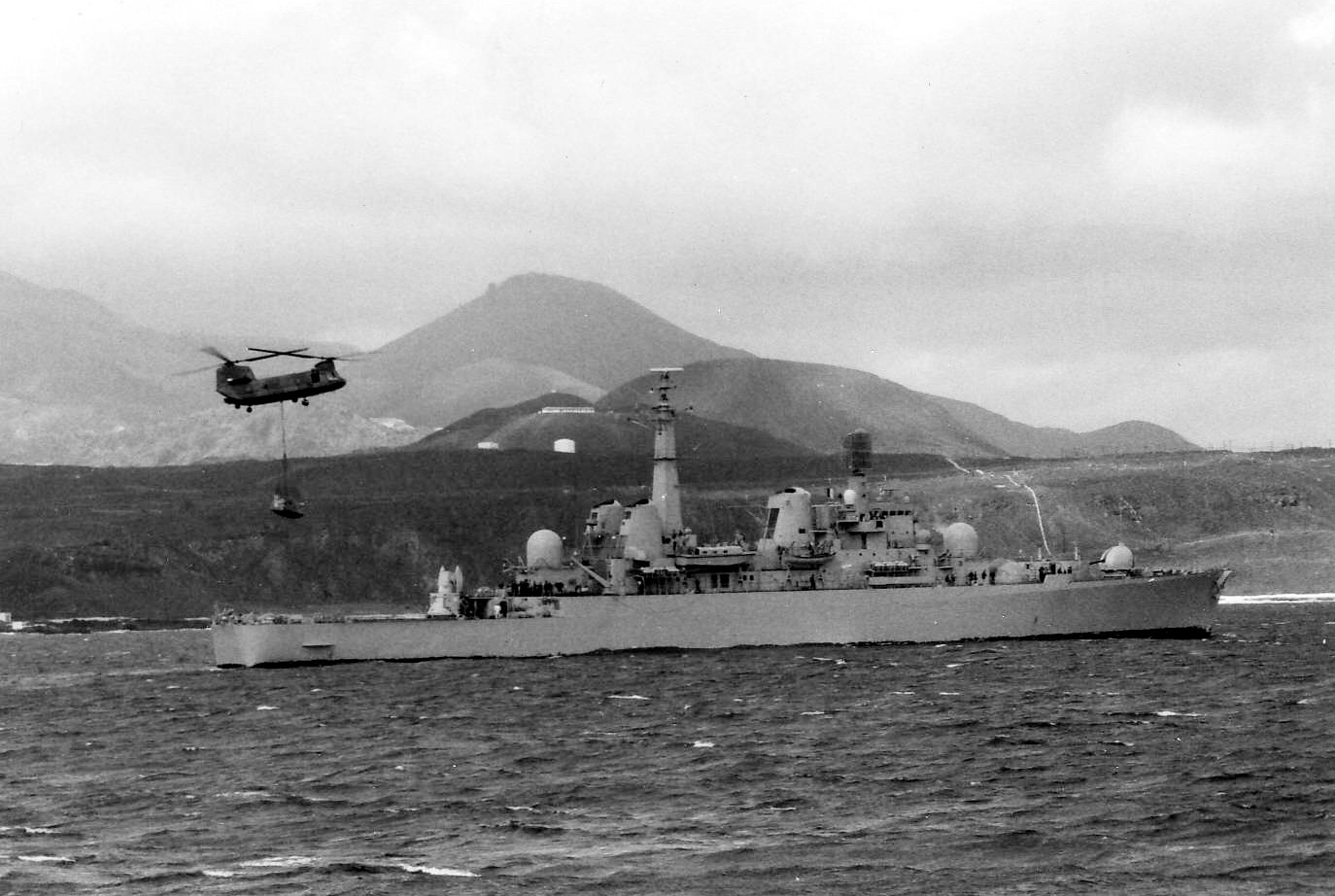
Поставки доставляются вертолётами на эсминец HMS Bristol (1969) во время остановки на острове Вознесения во время Фолклендской войны.

В октябре 1955 года стал капитаном эсминца HMS Corunna (D97), а затем в апреле 1957 года HMY Britannia, 30 июня 1958 года получил звание капитана Королевского ВМС Великобритании. В ноябре 1958 года вернулся в Адмиралтейство на административную должность и был награжден Королевским Викторианским орденом. В  декабре 1961 году был назначен капитаном 17-й эскадрильи фрегатов: командовал фрегатом HMS Urchin (R99), а затем HMS Tenby (F65). В декабре 1963 года поступил на штабную службу Адмиралтейство, а в мае 1966 года принял командование авианосцем HMS Hermes (R12). 7 июля 1967 года назначен военно-морским адъютантом королевы Елизаветы II, а 7 января 1968 года стал контр-адмиралом после назначения помощником начальника штаба военно-морского флота, а затем перешел на службу в Восточный флот Великобритании в августе 1969 года. Повышен в должности до вице-адмирала 7 октября 1970 года, а в январе 1971 года стал заместителем начальника штаба ВМФ. В 1973 году награжден орденом Бани, а 1 декабря 1973 года стал адмиралом Королевского ВМС Великобритании. В ноябре 1975 года назначен главнокомандующим флотом Великобритании и НАТО.
1 марта 1977 года стал Первым морским лордом и начальником военно-морского штаба Великобритании. Находясь на этой должности сумел увеличить заработанную плату военнослужащих Королевских ВМС Великобритании на 32 %. 6 июля 1979 года ему было присвоено звание адмирала флота, а в сентябре 1979 года стал начальником штаба обороны Великобритании. В 1982 году входил в состав военного кабинета во время Фолклендской войны, оказывая решительную поддержку премьер-министру Маргарет Тэтчер в её решении продолжать войну.
Теренс Левин стал первым начальником штаба обороны Великобритании как глава вооружённых сил, а не просто как председатель комитета начальников штабов. В октябре 1982 года стал пэром, как барон Левин, после увольнения с военной службы на пенсию.

## После отставки
В отставке Теренс Левин стал председателем попечителей Национального морского музея и президентом Общества морских исследований. Он интересовался военной историей, в частности жизнью капитана Кука. В апреле 1983 года был награжден Орденом Подвязки. Скончался в своем доме в Аффорде 23 января 1999 года.

## Семья
В 1944 году Теренс Левин женился на Джейн Бранч-Эванс: у пары было два сына и дочь.